# Meilhan (Landes)
Meilhan è un comune francese di 1 146 abitanti situato nel dipartimento delle Landes nella regione della Nuova Aquitania.

## Società

### Evoluzione demografica
Abitanti censiti